# Жаман
Жаман (каз. Жаман) — озеро в Узункольском районе Костанайской области Казахстана. Находится в 11 км к юго-востоку от села Королевка.
По данным топографической съёмки 1944 года, площадь поверхности озера составляет 7,53 км². Наибольшая длина озера — 3,5 км, наибольшая ширина — 3,2 км. Длина береговой линии составляет 11,4 км, развитие береговой линии — 1,17. Озеро расположено на высоте 164,9 м над уровнем моря.